# Сочинская канатная дорога
Сочинская канатная дорога — частная маятниковая безопорная канатная дорога, ведущая от пансионата «Нева» до ближайшего пляжа санатория «Заполярье». Находится в городе Сочи. Вместимость кабин гондольных фуникулёров составляет 20 пассажиров, включая одного проводника. Действует с 1985 года, тогда как пансионат был основан в 1978 году. Работает только в сезонном режиме, с мая по сентябрь. Протяжённость канатки составляет 1200 метров. По состоянию на 2019—2020 год посадка из пансионата «Нева» запрещена. Для подъёма и спуска постояльцы могут использовать санаторную книжку и пропуск на пляж санатория «Заполярье».

## Другие канатные дороги на территории Сочи
В настоящее время в Сочи действуют два фуникулёра: фуникулёр санатория «Сочинский» и фуникулёр санатория имени Орджоникидзе (заброшенный). Канатные дороги действуют на территориях Дендропарка и санатория «Заря».